# Benz 35/40 PS
La Benz 35/40 PS () era un'autovettura di lusso prodotta dal 1905 al 1907 dalla Casa automobilistica tedesca Benz & Cie.

## Storia e caratteristiche
La 35/40 PS esordì nel 1905 come sostituta della Parsifal 35PS, versione di punta della gamma Parsifal appena uscita di produzione assieme alle versioni minori.

La 35/40 PS era una vettura di lusso proposta in tre varianti di carrozzeria, tutte costruite a partire da un telaio in lamiera di acciaio stampata su cui sono stati fissate le sospensioni ad assale rigido con molle a balestra ed il sistema frenante, costituito da freni di servizio a ceppi e dal freno a mano del tipo a ganasce.

La trasmissione poteva essere di due tipi: a cardano o a catena. In entrambi i casi la frizione era del tipo a cono con guarnizioni d'attrito in cuoio, mentre il cambio era a 4 marce.

Il "cuore" della 35/40 PS era lo stesso motore che equipaggiava la precedente Parsifal 35PS, vale a dire un 4 cilindri in linea da 5880 cm³ alimentato mediante carburatore a getto e con distribuzione ad asse a camme laterale mosso da ingranaggi. La potenza massima era di 40 CV a 1350 giri/min, superiore quindi a quella di 35 CV del motore del modello precedente. Tale potenza era sufficiente per lanciare la vettura ad una velocità massima di 90 km/h, all'epoca un valore normale per una vettura di serie d'alta gamma. 

Il prezzo fissato all'epoca per la 35/40 PS variava dai 23 000 marchi per una phaeton con trasmissione a cardano ai 26 000 marchi per una landaulet con trasmissione a catena.

Quando nel 1907 la 35/40 PS uscì di produzione, venne sostituita dalla 24/40 PS, dotata di un motore leggermente più grande.